# Anamnese
Die Anamnese (von altgriechisch ἀνά aná, deutsch ‚auf‘ und μνήμη mnémē, deutsch ‚Gedächtnis, Erinnerung‘) ist die professionelle Erfragung von potenziell medizinisch relevanten Informationen durch Fachpersonal (z. B. einen Arzt). Dabei antwortet entweder der Patient selbst (Eigenanamnese) oder eine dritte Person (Fremdanamnese). Ziel ist dabei meist die Erfassung der Krankengeschichte bzw. Vorgeschichte eines Patienten im Rahmen einer aktuellen Erkrankung.
Die Anamnese ist die wesentliche Grundlage für das Stellen einer Diagnose und ist in allen medizinischen Disziplinen von hoher Bedeutung. Sie kann Fragen beinhalten z. B. nach Vorerkrankungen und Allergien, familiären Erkrankungen, Beruf, Medikamenteneinnahmen, Risikofaktoren, Sexualverhalten, Reiseverhalten und subjektiven Beschwerden.

## Geschichte
Im Corpus Hippocraticum kommt der Begriff „Anamnese“ nicht vor. Der hippokratische Arzt befragt den Patienten nicht systematisch, sondern nur sporadisch; die Krankengeschichte dient nicht der Diagnose, sondern der Prognose. Das erste Werk, das sich ausschließlich mit der Befragung des Kranken befasst, stammt von Rufus von Ephesos.
Im Mittelalter spielt die Anamnese keine Rolle als Mittel zum Stellen einer Diagnose oder Prognose. Erst Rhazes verwendet den Begriff wieder wie Rufus. Er beklagt, dass Ärzte Kenntnisse benutzen, die sie von Dritten über den Patienten erlangt hätten, um ihn mit vermeintlicher ärztlicher Erkenntnis zu verblüffen. Erst Montanus fordert, der Arzt müsse „[…] mit dem Kranken selbst sprechen“, um alles zu erfahren „was für die Erkennung der Krankheit wichtig ist“. Damit wird erstmals die Anamnese mit der Diagnose verknüpft.
Das Erheben der Krankheits- und Krankengeschichte wird im 17. und 18. Jahrhundert zu einem festen und geforderten Bestandteil der Diagnose. Girolamo Cappivaccio und Possevinus schreiben erste Monographien, mit denen die Anamnese zur gezielten Anamnese wird.
Herman Boerhaave stellt in seinen Krankengeschichten die chronologisch geordnete biografische Anamnese vor den Untersuchungsbefund. Für Georg Ernst Stahl und seine Anhänger ist die Anamnese eine Art Beichte, da „der Mensch für seine Sünden irgendwann krank wird“. Die Anamnese wird im ausgehenden Barock der Pathologie zugeordnet. Unwichtig ist, ob die Vorgeschichte durch Fragen oder anamnestische Zeichen und Symptome erkannt wird. In Diderots Encyclopédie gehören die anamnestischen Zeichen zur Semiotik, gleichrangig mit den diagnostischen und prognostischen Zeichen. Deutsche Abhandlungen zur Praktik des „Krankenexamens“ aus dem Zeitalter der Aufklärung verbinden Anamnese, kathartische Selbstdarstellung des Patienten und den aktuellen Status des Patienten.
Johann Lukas Schönlein und Carl Reinhold August Wunderlich fordern im Gegensatz dazu, die subjektive Anamnese vom objektiven Befund zu trennen; dem Befund wird Priorität für die Diagnose zugewiesen.

## Anamneseformen
Der Inhalt einer Anamnese entspricht der momentanen Erinnerung und die Erhebung ist immer situationsabhängig. Der grundsätzliche Ablauf ist aber häufig gleich: Es wird nach aktuellen und vergangenen körperlichen Beschwerden gefragt, nach bisherigen Behandlungen und nach eingenommenen Medikamenten. Informationen über körperliche Belastungen während der Arbeit oder in der Freizeit, Ernährungsgewohnheiten oder Auslandsaufenthalte sollen ebenfalls Hinweise auf Ursachen von Gesundheitsstörungen liefern. Weitere Teile der Anamnese sind Fragen nach dem psychischen Befinden und nach der sozialen Position des Patienten. Nach dem Inhalt der Befragung unterscheidet man folgende Formen:
- Psychosoziale Anamnese,[10]
- Familienanamnese,[11]
- soziale Anamnese[10] (auch Sozialanamnese[12]),
- sexuelle Anamnese[10] (auch Sexualanamnese[13]),
- Suchtanamnese,[10]
- biografische Anamnese, allgemeine Anamnese,[12]
- Medikamentenanamnese,[12]
- körperliche Anamnese,
- vegetative Anamnese,[11]
- Ernährungsanamnese.[11]

Ferner kann man danach unterscheiden, von wem die Informationen stammen und entsprechend von Eigen- oder Fremdanamnese sprechen.

### Eigen- und Fremdanamnese
Die Eigenanamnese ist ein Selbstberichtsverfahren und als solches das Ergebnis der Befragung des Patienten. Die biografische Anamnese umfasst darüber hinaus die gesamte Lebensgeschichte des Patienten. Eine sorgfältige Erhebung berücksichtigt biologische, psychische und soziale – d. h. biopsychosoziale – Aspekte. Die Informationen, die dabei gewonnen werden, erlauben oftmals Rückschlüsse auf Risikofaktoren und kausale Zusammenhänge.
Die Fremdanamnese entsteht aus der Befragung von Personen aus dem Umfeld des Patienten. Sie kann wichtige Zusatzinformationen zutage fördern, da Außenstehenden Dinge auffallen, die der Patient selbst nicht wahrnehmen kann oder will. Bei Personen, die sich nicht ausreichend verständigen können, ist sie oft einziges Mittel, um Informationen zur Krankengeschichte zu erhalten. Von Bedeutung ist die Fremdanamnese zudem im Hinblick auf Informationen, die der Patient selbst nicht bieten kann, weil sie beispielsweise nur während des Schlafs auftreten. „Fremdanamnese“ wird daher oft auch als „objektive Anamnese“ bezeichnet, da diese Angaben dann weiteren Aufschluss geben sollen, wenn die „subjektiven“ Angaben des Kranken – vor allem in der Psychiatrie – als nicht ausreichend, ergänzungsbedürftig oder zweifelhaft angesehen werden. Vor allem in der Psychiatrie ist daher auch der Begriff Exploration für das Erstellen der Anamnese geläufig.(a) (a)
Diese Bedeutung von Eigen- und Fremdanamnese steht im Widerspruch zu der ebenfalls geläufigen Bedeutung von Eigenanamnese als Resultat aus der Befragung eines Untersuchten über seine früheren Krankheiten als Vorgeschichte seiner aktuellen Krankheit.(b) Diese Bedeutung sieht „Eigenanamnese“ als Gegensatz zu „Familienanamnese“ und nicht zu „Fremdanamnese“. Gegen den Gebrauch des Begriffs „Fremdanamnese“ ist eingewendet worden, dass die Auskunft gebenden Angehörigen nicht „fremd“ sind, und ihr Bericht ebenfalls „subjektiv gefärbt“ sein kann; er sei nicht grundsätzlich „objektiv“.(b)

### Familien- und Sozialanamnese
Gefragt wird unter anderem nach dem Familienstatus, dem Beruf sowie nach der Religionszugehörigkeit. Die Familienanamnese ist Teil der Eigen- oder Fremdanamnese. Informationen über die Verwandten eines Patienten können Aufschlüsse über Erbkrankheiten und Anfälligkeiten für bestimmte Erkrankungen bieten. Dies gilt beispielsweise für das gehäufte Auftreten von Tumoren, Allergien, Infektionskrankheiten, Herz-Kreislauf-Erkrankungen oder psychischen Störungen.
Mit der Sozialanamnese soll die soziale Position des Patienten erfasst werden.

### Anamnese im Rettungsdienst
Im Rettungsdienst gehört eine umfassende Anamnese zur Arbeit am Patienten. Dabei existieren verschiedene im präklinischen Bereich verbreitete Schemata:
- ABCDE-Schema

- SAMPLER-Schema

- OPQRST-Schema

Die Schemata spielen unterschiedliche Relevanz. Das SAMPLER-Schema bspw. stellt eine Ergänzung zum ABCDE-Schema dar. Das OPQRST-Schema ist aufbauend auf dem SAMPLER-Schema.